# Villeneuve-lès-Béziers
Villeneuve-lès-Béziers là một commune thuộc tỉnh Hérault trong vùng Occitanie ở phía nam nước Pháp.